# Principia College

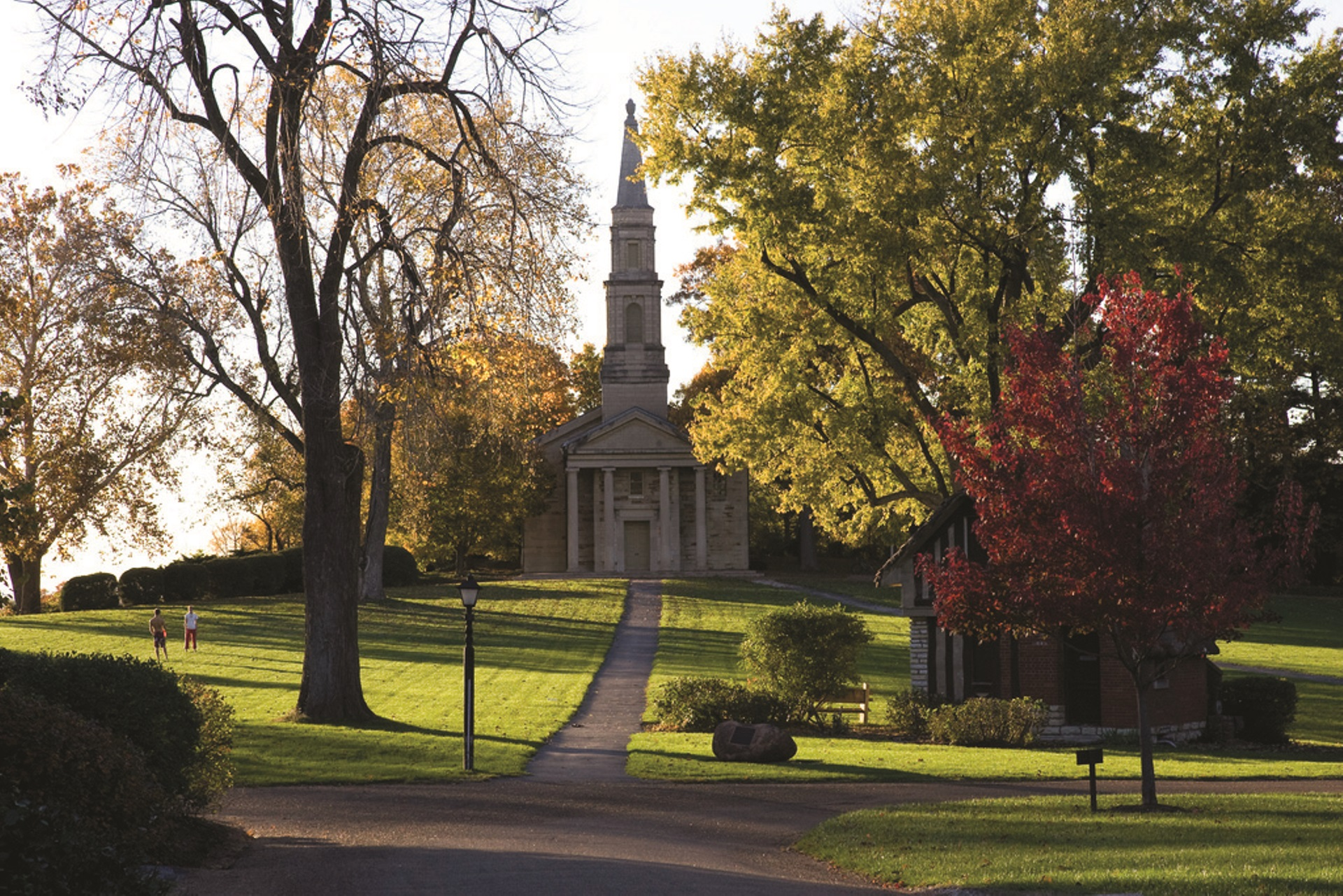
Principia College (Chapel Green)

Principia College (Principia or Prin) ist ein privates Liberal Arts College in Elsah im US-Bundesstaat Illinois und gehört der sogenannten Christlichen Wissenschaft, einer Religiösen Sondergemeinschaft, an.

## Geschichte
Mary Kimball Morgan gründete das College im Jahr 1912 auf den Werten der Christlichen Wissenschaft.

## Studienangebot
Studierende können aus 28 Studienzweigen (Majors) wählen. Die populärsten sind Betriebswirtschaft, Biologie, Erziehungswissenschaften, Kunst, Ingenieurwesen und Soziologie. Die Mitgliedschaft in der Gemeinschaft ist nicht Voraussetzung für die Immatrikulation, der Besuch der Sonntagsschule der Christlichen Wissenschaft ist aber nachzuweisende Voraussetzung.
Im Herbst 2021 waren 322 Studierende in einem Bachelor-Studiengang immatrikuliert.

## Ranking
Es wurde von U.S. News and World Report im gleichen Jahr auf den ersten Platz der „Best Value“ Liberal Arts Colleges gesetzt. Es zählt zu den Top 25-Prozent der Liberal Arts Colleges in den Vereinigten Staaten (Ranking US News, 2023).

## Campus
Der Campus oberhalb des Mississippi River mit seinen Gebäuden im Arts and Craft Stil, entworfen vom Architekten Bernard Maybeck, ist eingetragen als National Historic Landmark.

## Finanzierung
Mit rund 700 Millionen Dollar Gesamtvermögen verfügt das College über eines der höchsten Vermögen pro Kopf (Studierende) in den Vereinigten Staaten.

## Gesundheitslehre
Kernelement der religiösen Lehre der Christlichen Wissenschaft ist das Suchen von Heilung bei schweren Krankheiten im Glauben und der Hingabe zu Gott. 
Aktuell (Stand 2025) stehen laut Eigenaussage auf dem Campus keine medizinischen Einrichtungen zur Verfügung. Das College offeriert allen Studierenden, die medizinische Versorgung benötigen, Unterstützung bei Krankenversicherung, Terminvereinbarungen und Transportmöglichkeiten. Auf dem Campusareal selbst wird nur Pflege nach den Grundsätzen der Religionsgemeinschaft angeboten, wozu Hygiene, Bewegung, Ernährung, Verbinden und Reinigen, aber auch moralische Unterstützung und lautes Lesen der Bibel und der Schriften von Mary Baker Eddy zählen.
Eine vergleichende Untersuchung der kumulativen Sterberaten von Studierenden des Principia College und Studierenden eines nichtreligiösen College in Kansas, die die Absolventenjahrgänge von 1934 bis 1983 einbezog, ergab im Jahr 1989, dass die Principia-Studierenden eine signifikant höhere Sterberate aufwiesen als die Kontrollgruppe. Als „kumulative Sterberate“ wurde derjenige Anteil der Absolventen der jeweiligen Jahrgänge definiert, der bis 1987 bereits gestorben war. Unterschiede zwischen den beiden Gruppen waren nur für die Absolventenjahrgänge vor 1959 zu beobachten.